# Escondido
Escondido – miasto w Stanach Zjednoczonych, w stanie Kalifornia, w zespole miejskim San Diego, w hrabstwie San Diego. Według spisu ludności przeprowadzonego przez United States Census Bureau w roku 2010, w Escondido mieszka 147 514 mieszkańców.